# Firmin Viry
Pour les articles homonymes, voir Viry.
Firmin Viry est un chanteur réunionnais de maloya né le 11 mars 1935 dans le quartier de la Ligne Paradis, à Saint-Pierre.

## Biographie
Il a développé ses talents musicaux dans les champs de cannes à sucre tout en menant une lutte pour la défense des droits des coupeur de cannes, métier qu'il exerça lui-même toute sa vie entre Saint-Pierre et Le Tampon. À 23 ans, il fabrique, grâce à Gustin Miza (un mozambicain), les instruments nécessaires au maloya, le bob, le roulèr, le kayamb et le piker.
Proche du Parti communiste réunionnais à sa fondation, il proposa alors, selon Françoise Vergès, le premier maloya chanté et dansé en public en 1959, au cinéma Rio à Saint-Denis. Firmin Viry mena un autre combat implacable pour l'abolition de l'interdiction du Maloya. C'est à son arrivée au pouvoir que le Président de la République François Mitterrand leva l'interdiction.

## Discographie
- 1972 : A nous même danser Maloya, Disques Jackman, 45 Tours[4].
- 1976 : Le maloya, Ediroi (PCR), 33 Tours.
- 1976 : Peuple de la Réunion, peuple du maloya, Ediroi (PCR), 33 Tours. Participation de Firmin Viry avec la troupe Résistance, la troupe Gaston Hoareau et la troupe René Viry[5].
- 1977 : Le Maloya de la Réunion, Disques Jackman, 45 Tours.
- 1983 : Ti crie a moin anin / Dimanche grand matin, Disques Issa, 45 Tours.
- 1989 : Cent An Boner, SEDM Oasis Studio, Cassette[6].
- 1998 : Ti Mardé, Indigo.
- 1999 : Ile de la Réunion : maloya, Ocora.
- 2006 : Memwar in pep, Best Maloya.
- 2017 : Maloya, Ocora.

## Polemique
En octobre 2009, Firmin Viry a annulé une invitation faite à Dieudonné pour le Kabar du 20 décembre au cours duquel il devait présenter en avant-première son film Sans forme de politesse : regard sur la mouvance Dieudonné. La diffusion à Paris de ce film avait été elle-même annulée à la suite du désaccord du maire, Bertrand Delanoë.

### Filmographie
- Ligne paradis, de France Mexique cinéma Production et Prodom (prod.) et de Luc Bongrand (réal.), 2004, documentaire, 53 min [[Film-documentaire : Ligne paradis présentation en ligne]]